# Saignelégier
Saignelégier és un municipi suís del cantó del Jura, cap del districte de Franches-Montagnes.